# Todesfall Marilyn Monroe

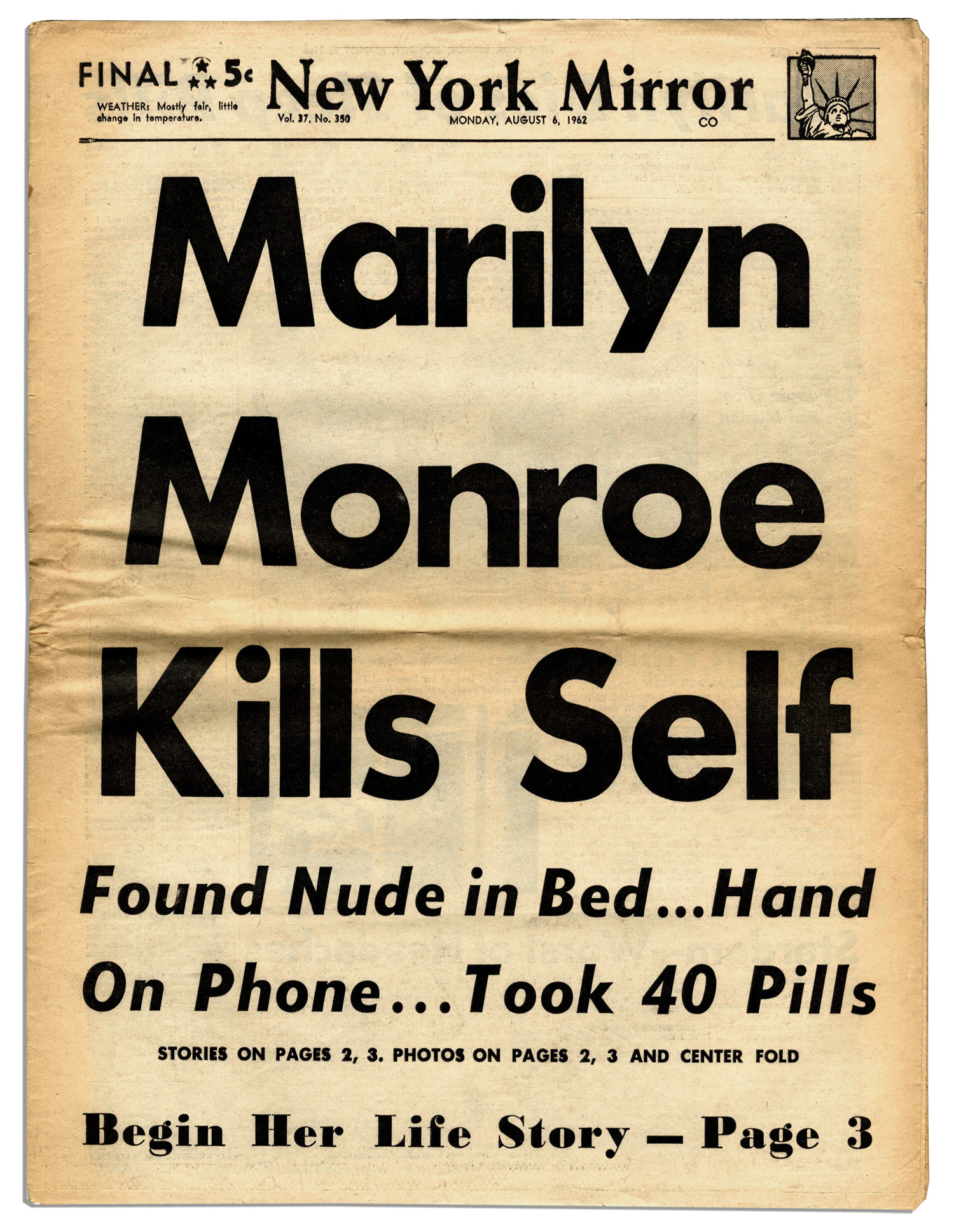
Titelseite zum Tod Marilyn Monroes in der New York Mirror

Der Tod der US-amerikanischen Schauspielerin Marilyn Monroe ereignete sich in der Nacht vom 4. auf den 5. August 1962 in ihrem Haus in Brentwood, einem Stadtteil von Los Angeles, 12305 Fifth Helena Drive. Monroe litt an chronischer Depression, Angst- und Schlafstörung, die eine Abhängigkeit von psychoaktiven Substanzen verursachte. Unter diesen Umständen arbeitete sie ab den 1960er Jahren nur noch an wenigen Filmproduktionen mit. Ihr letzter öffentlicher Auftritt war am 19. Mai 1962 auf der Geburtstagsgala des US-Präsidenten John F. Kennedy, wo sie Happy Birthday, Mr. President sang.
Am 4. August wurde Monroe von ihrer Agentin Patricia Newcomb, ihrer Haushälterin Eunice Murray und ihrem Psychiater Ralph Greenson begleitet. Murray verbrachte die Nacht im Haus der Schauspielerin und sah nach ihren Angaben gegen 3:30 Uhr (Ortszeit) Licht unter der Tür zu ihrem Schlafzimmer. Als Monroe nicht antwortete, rief die Haushälterin laut ihrer Aussage nach Greenson, der mit ihr das Fenster zum Schlafzimmer aufbrach und Monroe auf dem Bett vorfand. Der Hausarzt Hyman Engelberg erklärte sie um 3:50 Uhr offiziell für tot.
Um 4:15 Uhr wurde das Los Angeles Police Department informiert, dessen Beamter Jack Clemmons als erster Polizist eintraf. Nach Befragungen von Murray, Greenson und Engelberg wurde Monroes Leichnam in den frühen Morgenstunden zur Obduktion freigegeben. Durchgeführt vom Gerichtsmediziner Thomas Noguchi ergab die Autopsie, dass die Todesursache „wahrscheinlich Suizid“ war. In den folgenden Jahrzehnten entstanden jedoch Verschwörungstheorien, die neben dem Mafiaboss Sam Giancana und dem Gewerkschaftsführer Jimmy Hoffa häufig die Kennedy-Familie für Monroes Tod verantwortlich machten.

## Vorgeschichte
Marilyn Monroe war ab 1956 aufgrund ihrer Verbindung zu beschuldigten Kommunisten unter Beobachtung des FBI und in ihren letzten Lebensjahren in ständiger ärztlicher und psychoanalytischer Behandlung. Sie nahm vermehrt Psychopharmaka, darunter Amphetamine für Energieschübe, und Barbiturate wie Pentobarbital und Secobarbital gegen ihre Angststörung und chronische Schlaflosigkeit. Ihrem Schauspielfreund Delos Smith zufolge brauchte sie fünf Tabletten, um einzuschlafen. Aufgrund ihrer Tablettenabhängigkeit entwickelte sie auch Allergien und litt häufiger unter depressiven Episoden. Aufgrund einer Fehleinweisung ihrer Psychoanalytikerin Marianne Kris verbrachte sie vier Tage in einer Weichzelle in der Payne Whitney Clinic, einer psychiatrischen Einrichtung des NewYork-Presbyterian Hospital. Danach war sie weitere 23 Tage zum Medikamentenentzug im Columbia University Medical Center. Nachdem sie jahrelang kontrolliert mit alkoholischen Getränken umgegangen war, fing sie auf Empfehlung ihrer Gynäkologin an, gelegentlich Wodka zur Behandlung ihrer Menstruationskrämpfe zu trinken, und entwickelte eine Alkoholabhängigkeit. Ihre gesundheitlichen Beschwerden beeinflussten ihre Karriere stark. Ab 1961 war sie an keiner Filmproduktion mehr beteiligt und hatte nach öffentlicher Kritik ihrer Kollaborateure Tony Curtis und Billy Wilder den Ruf erlangt, Filmproduktionen an ihrer Arbeit zu hindern und nicht zu Dreharbeiten zu erscheinen. Für die Hauptrolle im Film Frühstück bei Tiffany, eine Verfilmung des gleichnamigen Romans von Truman Capote, wurde sie von Paramount Pictures abgelehnt, obwohl sie Capotes Favoritin war.
Monroes letzte vollendeten Filme waren Machen wir’s in Liebe und Misfits – Nicht gesellschaftsfähig. Das Drehbuch für letzteren Streifen wurde von ihrem letzten Ehemann, dem Schriftsteller Arthur Miller, geschrieben, von dem sie sich im November 1960 offiziell trennte. Ihre vorherigen Ehen mit dem Polizisten James Dougherty und dem Baseballstar Joe DiMaggio waren ebenfalls gescheitert und Monroes sehnlicher Kinderwunsch blieb durch ihre Endometriose unerfüllt. Insgesamt erlitt sie drei Fehlgeburten, zuletzt von Miller während der Dreharbeiten zu Manche mögens heiß. Ihre offizielle Scheidung von Miller erfolgte am 24. Januar 1961 in Mexiko. Der Gerichtstermin wurde absichtlich auf den Tag der Vereidigung John F. Kennedys als 35. US-amerikanischer Präsident gelegt, um die Aufmerksamkeit der Presse zu umgehen. Danach verbrachte sie im Frühsommer mehrere Tage zusammen mit Joe DiMaggio in Florida und litt unter starken Verdauungsstörungen, weshalb sie im Juni in der Manhattan Polyclinic untergebracht wurde. Dies war ihr fünfter Krankenhausaufenthalt binnen weniger Monate. Man fand Gallensteine bei Monroe und behandelte sie mit einer Gallenblasenentfernung. Nachdem DiMaggio sie des Öfteren im Krankenhaus besucht hatte, verließ sie im Juli die Einrichtung. Ihr Bedarf an Psychotherapie stieg bis zum Herbst und ab Oktober befand sie sich bei ihrem Therapeuten Doktor Ralph Greenson in regelmäßiger Behandlung. Ab November war sie seiner Familie vertraut und verbrachte Zeit in deren Haus, dinierte drei- bis viermal die Woche mit ihnen. Hildegard Greenson zufolge war Monroe als Patientin „Teil seiner Familie“ geworden.

## Letztes Lebensjahr

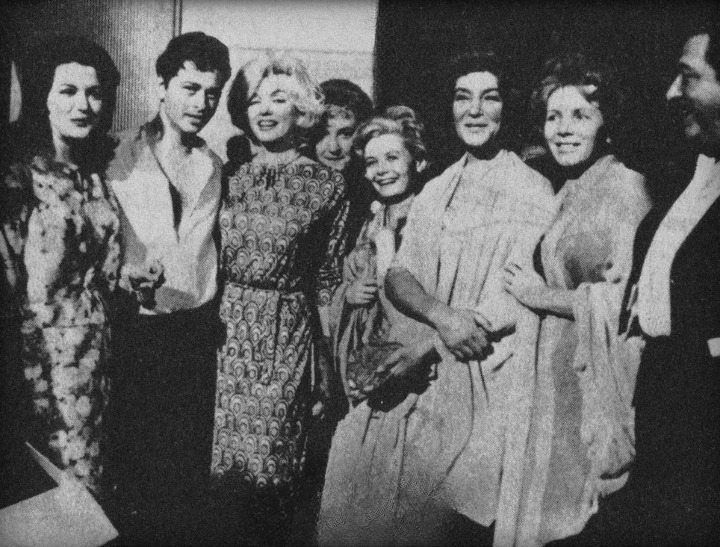
Monroe in Mexiko, im Februar 1962, unter anderem mit José Baviera

### Januar – März: Reise nach Mexiko und Golden Globes
Im Januar 1962 kaufte Monroe die 12305 Fifth Helena Drive in Brentwood für 77.500 Dollar. Aufgrund ihres bevorstehenden Umzugs veranlasste ihr Anwalt Milton Rudin, dass sie anstatt von MCA Artists fortan von seiner eigenen Firma vertreten würde. Am 5. Februar reiste sie nach New York, um mit ihrer Schauspiel-Coachin Paula Strasberg über die ersten Fassungen des Drehbuchs ihres nächsten Filmes, Something’s Got to Give (einer Neuverfilmung des Streifens Meine Lieblingsfrau), zu sprechen. Zudem besuchte sie mehrfach das Actors Studio und führte ein Gespräch mit Alan Levy, welches später in der Frauenzeitschrift Redbook veröffentlicht wurde. Am 17. Februar flog sie nach Miami, wo sie ihre Publizistin Patricia Newcomb wieder traf. Am 20. Februar reiste sie mit Newcomb weiter nach Mexiko. Dort nahm Monroe elf Tage lang öffentliche Auftritte wahr, nachdem sie sich im Vorjahr aus den Medien zurückgezogen hatte. Auf einer Pressekonferenz in Mexiko-Stadt posierte sie mit den Schauspielern des Filmes Der Würgeengel. Dort trug Monroe erstmals das grüne Kleid des Modedesigners Emilio Pucci, in dem sie später beigesetzt würde. Zudem kaufte sie Möbel für ihr neues Haus. Newcomb stellte sie in Mexiko auch dem Filmemacher José Bolaños vor. Am 2. März kehrte sie zurück in die Vereinigten Staaten und gewann am 5. März in der Begleitung von Bolaños den Henrietta Award bei den Golden Globe Awards. Danach verbrachte sie mit Joe DiMaggio einige Tage im Doheny Drive in Beverly Hills und erkrankte am 15. März mit Fieber. Trotzdessen nahm sie an den Verhandlungen vom Filmstudio 20th Century Fox für Something's Got To Give teil und erfuhr, dass dessen Produktion auf Ende April verschoben worden war und insgesamt 47 Drehtage umfassen sollte. In den Verhandlungen wurde Monroe auch die Erlaubnis erteilt, im Mai die Dreharbeiten zu unterbrechen, um nach New York City zu reisen und dort auf der Geburtstagsgala des US-Präsidenten John F. Kennedy aufzutreten.

### April – Mai:Something's Got To Giveund Geburtstagsgala von John F. Kennedy

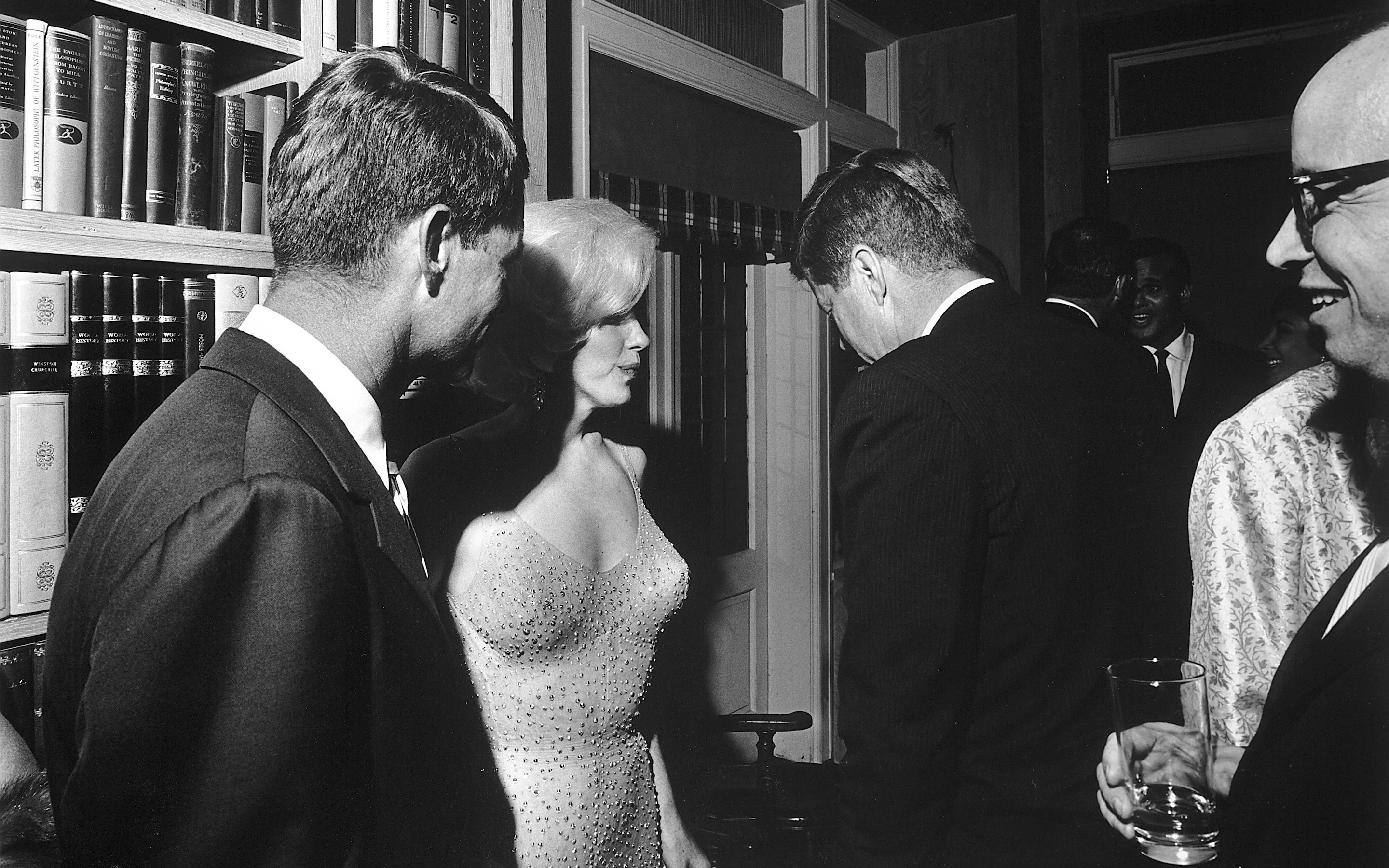
Monroe auf der Geburtsgala mit dem US-Präsidenten John F. Kennedy und dem Justizminister Robert F. Kennedy, im Mai 1962

Am 10. April begannen die Kostüm- und Make-up-Proben für Something's Got To Give. Am ersten Drehtag, dem 23. April, meldete Monroe sich bei Produzent Henry T. Weinstein aufgrund einer Nasennebenhöhlenentzündung krank. Am 30. April nahm sie erstmals an den Dreharbeiten teil, doch erkrankte daraufhin wieder stark und war erneut vom 1. bis 4. Mai abwesend. Am Morgen des 7. Mai erschien sie zwar zur Produktion, wurde jedoch aufgrund ihrer Krankheit wieder nach Hause geschickt. Insgesamt erschien sie nur zu 13 der 30 Drehtage und „driftete durch ihre Szenen in einem depressiven und drogenbedingten Dunst.“ Am 10. Mai reiste ihr Therapeut Doktor Greenson für fünf Wochen ins Ausland und hinterließ Monroe das Kombinationspräparat Dexamyl, eine Mischung aus Dexedrin und Amobarbital. Nachdem sie zwischen dem 14. und 16. Mai zu den Dreharbeiten erschienen war, sollte sie ab dem 18. Mai von der Produktion befreit sein, um nach New York zu reisen. Das Studio versuchte, die Erlaubnis für Monroes Auftritt bei der Präsidentengala zurückzuziehen, um die Unterbrechung der Produktion zu verhindern. Dennoch flog sie am 19. Mai nach New York und probte mit Richard Adler, dem Produzenten und Komponisten der Gala, in einem Appartement stundenlang ihren Auftritt. Am Abend führte sie im Madison Square Garden, in Begleitung ihres ehemaligen Schwiegervaters Isidore Miller und ihrer Publizistin Patricia Newcomb, das Geburtstagsständchen Happy Birthday, Mr. President auf. Am 20. Mai reiste sie zurück nach Los Angeles und befand sich am Folgetag wieder in der Produktion von Something's Got To Give. Am 23. Mai drehte sie Szenen im Pool, für die sie sich vollständig auszog. Zu diesem Anlass wurde sie kurzfristig von mehreren Fotografen, darunter Lawrence Schiller, am Pool abgelichtet.

### Juni – Juli: Klage wegen Vertragsbruchs undThe Last Sitting

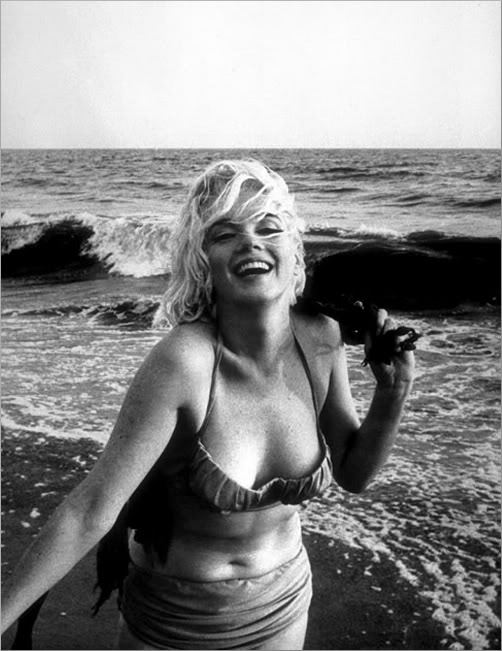
Monroe in ihrem letzten Fotoshooting mit George Barris, im Juli 1962

Am 1. Juni feierte die Produktion am Filmset Monroes 36. Geburtstag. George Cukor erlaubte die Zelebration erst, nachdem die Dreharbeiten an diesem Tag vollendet worden waren. Die Schauspielerin litt am 2. Juni unter einer mutmaßlichen Dexamyl-Überdosis, weshalb sie mehrere Tage zu Hause verbrachte. Ralph Greenson kehrte am 5. Juni zurück und sagte seinen anderen Patienten ab, um sich auf Monroe zu konzentrieren. Ihre Rückkehr zu den Dreharbeiten in der nächsten Woche war ungewiss. Am 7. Juni erschien sie mit Doktor Greenson im Büro ihres plastischen Chirurgen Michael Gurdin, nachdem sie sich unter der Dusche verletzt hatte:

“She was disheveled and there were black and blue marks on both lower lids, poorly covered by makeup. The story Greenson gave me was that she was in her shower, slipped and fell. Now it was obvious to me that Miss Monroe was under the influence of drugs—her voice was thick and slurred. But her major concern was that she had a picture commitment, and that she was fearful that her nose was broken. She actually talked very little, and the questions I put to her regarding her injury were answered by Dr. Greenson. She did not answer. I did not take any X-rays because she did not want them. I examined her carefully, and I could find no evidence of a fracture.”

„Sie war zerzaust und es gab schwarze und blaue Flecken auf beiden unteren Lidern, die schlecht von Make-up bedeckt waren. Die Geschichte, die Greenson mir erzählte, war, dass sie in ihrer Dusche ausrutschte und hinfiel. Jetzt war mir klar, dass Miss Monroe unter Drogeneinfluss stand – ihre Stimme war belegt und undeutlich. Aber ihre größte Sorge war, dass sie eine Fotoverpflichtung hatte und Angst hatte, dass ihre Nase gebrochen wäre. Sie sprach tatsächlich sehr wenig, und die Fragen, die ich ihr bezüglich ihrer Verletzung stellte, wurden von Dr. Greenson beantwortet. Sie antwortete nicht. Ich habe keine Röntgenaufnahmen gemacht, weil sie es nicht wollte. Ich habe sie sorgfältig untersucht und konnte keinen Hinweis auf einen Bruch finden.“

Monroe war aufgrund ihrer Verletzungen erneut abwesend von der Filmproduktion. Das Studio hatte im selben Jahr bereits finanzielle Einbußen mit der kostenintensiven Produktion des Films Cleopatra verzeichnet, sodass man Monroe am 8. Juni von Something’s Got to Give entließ. Am Tag zuvor hatte das Filmstudio bereits Klage gegen die Schauspielerin wegen Vertragsbruchs eingereicht. Als Schmerzensgeld wurden 500.000 Dollar (später 750.000 Dollar) gefordert. Im selben Monat begann sie mit einer von fünf fotografischen Sitzungen für die Modezeitschrift Vogue: Am 23. Juni traf sie sich erstmals mit dem Fotografen Bert Stern. Die Fotoserie wurde bis zum letzten Termin am 12. Juli fertiggestellt und später unter dem Namen The Last Sitting bekannt. Zwischen dem 29. Juni und 1. Juli lichtete sie auch der Fotograf George Barris am Strand von Santa Monica für die Cosmopolitan ab. Dem Journalisten Richard Meryman gab sie zwischen dem 4. und 9. Juli für das Magazin Life ihre letzten Interviews. Am 25. Juli hatte der Drehbuchautor Hal Kanter die Überarbeitung des Drehbuchs von Something's Got To Give vollendet. Nachdem Kim Novak und Shirley MacLaine die Übernahme von Monroes Rolle abgelehnt hatten, ersetzte man sie mit Lee Remick. Hauptdarsteller Dean Martin lehnte das Vorgehen jedoch ab und beharrte darauf, das Filmprojekt mit Monroe fortzusetzen, da sein Vertrag ihm die Erlaubnis erteilte, die Besetzung der weiblichen Hauptrolle mitzubestimmen. Dies verursachte Neuverhandlungen mit Monroe, die sich am 30. Juli Filme von J. Lee Thompson ansah und ihm als Regisseur ihres nächsten Filmes, I Love Louisa, zustimmte. Jule Styne, der zuvor Diamonds Are a Girl’s Best Friend für das Broadway-Musical und den Film Blondinen bevorzugt geschrieben hatte, sollte für den Streifen neue Lieder schreiben. Am selben Tag versuchte sie ihren Anwalt Milton Rudin zu erreichen, um ein neues Testament zu verfassen.
Am 1. August unterschrieb Monroe einen neuen Vertrag für die Produktion von Something's Got To Give, der ihr neben der Wiedereinstellung eine höhere Gage von 250.000 Dollar versprach. Zudem sollte der Regisseur George Cukor durch Jean Negulesco ersetzt werden, mit dem sie bereits in Wie angelt man sich einen Millionär? zusammengearbeitet hatte. Die Fortsetzung der Dreharbeiten wurde für Oktober angesetzt, jedoch verstarb Monroe wenige Tage nach der Vertragsunterzeichnung. Der Film blieb daher unvollendet und eine Rekonstruktion des Archivmaterials wurde später unter dem Namen Marilyn – Ihr letzter Film veröffentlicht. Geplante Interviews für ihren Auftritt auf der Titelseite des Männermagazins Esquire konnte sie nicht mehr durchführen. Die speziell für sie geschriebene Hauptrolle im Film I Love Louisa, der später unter dem Namen Immer mit einem anderen mit Shirley MacLaine in der Hauptrolle veröffentlicht wurde, die Hauptrolle in einer Filmbiografie über Jean Harlow und in einem Musical von Ein Baum wächst in Brooklyn konnte Monroe auch nicht mehr wahrnehmen.

## Hergang

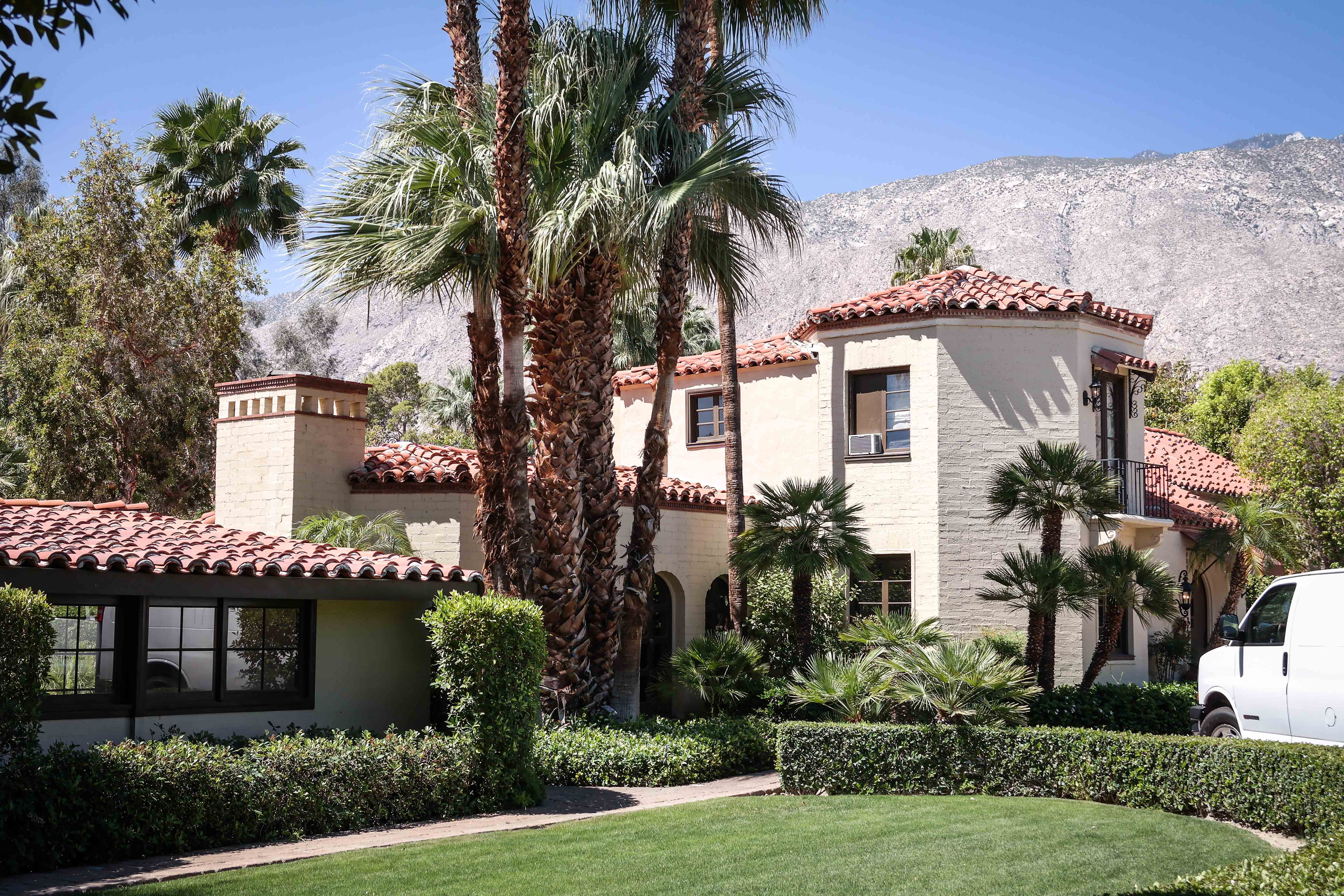
12305 Fifth Helena Drive in Brentwood, Los Angeles, wo Monroe in der Nacht vom 4. August verstarb

Am Morgen des 4. August waren die Haushälterin Eunice Murray und die Publizistin Patricia Newcomb bei Monroe im 12305 Fifth Helena Drive. Um 10:00 Uhr (Ortszeit) empfing die Schauspielerin den Fotografen Lawrence Schiller, der mit ihr über die Veröffentlichung der freizügigen Poolbilder von den Dreharbeiten zu Something's Got To Give im Playboy sprach. Monroe wählte einige Fotos aus der Serie als ihre Favoriten und Schiller verließ die Heimstätte. Newcomb, die an einer Bronchitis erkrankt war und bei ihrer Klientin übernachtet hatte, erwachte am Mittag. Dies löste eine Auseinandersetzung zwischen den beiden Frauen am Pool aus, da Monroe selbst an chronischer Schlafstörung litt. Um 13:00 Uhr traf Doktor Greenson ein und hielt mit Monroe eine Therapiesitzung ab. Gegen 14:00 Uhr rief Joe DiMaggio Jr. in Monroes Heimstätte an, doch die Haushälterin erklärte ihm, dass die Schauspielerin nicht anwesend sei. Newcomb, die zwischenzeitlich einkaufen gegangen war, wurde um 15:00 Uhr von Doktor Greenson aufgefordert zu gehen und verließ das Grundstück. Greenson verließ Monroe kurz darauf ebenfalls. William Asher zufolge besuchte Monroe mit ihm am Nachmittag den Strand und schien unter dem Einfluss von Medikamenten zu sein. Um 16:00 Uhr verließ sie den Strand.
Gegen 16:30 Uhr kehrte Greenson zurück zu Monroe und nahm eine weitere Therapie bei ihr vor. Gegen 17:45 Uhr rief der Masseur Ralph Roberts in Monroes Heimstätte an. Nach seinen Angaben beantwortete Greenson den Anruf und antwortete zur Frage nach Monroe „nicht hier“ und legte auf. Um 19:00 Uhr verließ Greenson das Grundstück und bat die Haushälterin Murray darum, die Nacht bei ihr zu verbringen. Um 19:15 Uhr erhielt Monroe erneut einen Anruf von Joe DiMaggio Jr., den sie beantwortete. Greenson zufolge rief Monroe ihn nach ihrem Anruf mit DiMaggio an und klang „recht angenehm und fröhlicher“. Um 19:30 Uhr rief Peter Lawford in Monroes Heimstätte an und bat sie darum, seine Party zu besuchen. Monroe lehnte jedoch ab und sagte laut Lawford, „Verabschiede mich bei Pat (seiner Frau Patricia Lawford), verabschiede mich beim Präsidenten (Bruder seiner Frau Patricia) und verabschiede mich bei dir selbst, weil du ein netter Kerl bist.“ Lawford zufolge verschwand Monroe danach, weshalb er seinen Agenten, Milton Ebbins, und später ihren Anwalt, Milton Rudin, anrief. Rudin ließ sich daraufhin von Haushälterin Murray versichern, dass Monroe in Ordnung war. Ihr Friseur Sydney Guilaroff sagte später, dass die Schauspielerin ihn zweimal hysterisch angerufen und erzählt hatte, dass die Kennedys sie bedroht hätten. Ihr Masseur Ralph Roberts erfuhr später durch seinen Anrufbeantworter, dass eine Frau mit undeutlicher Stimme, die er für Monroe hielt, versucht hatte, ihn zu kontaktieren.
Die Haushälterin Murray erwachte nach eigenen Aussagen am 5. August um 3:25 Uhr. Sie sah unter der Tür zu Monroes Schlafzimmer Licht brennen, erhielt jedoch keine Antwort von ihr. Daraufhin rief sie Doktor Greenson an, mit dem sie gemeinsam das Fenster zum Schlafzimmer aufbrach. Sie sagten aus, Monroe nackt und regungslos auf dem Bett vorgefunden zu haben; in ihrer Hand war ein Telefonhörer. Greenson rief dann Hyman Engelberg, Monroes Hausarzt, der sie am 5. August 1962 um 3:50 Uhr für offiziell tot erklärte. Um 4:25 Uhr alarmierte Greenson das Los Angeles Police Department.

## Zeitliche Darstellung des Geschehens

### 4. August
- 10:00 Uhr: Monroe empfängt den Fotografen Lawrence Schiller. Daneben anwesend in der 12305 Fifth Helena Drive sind Monroes Haushälterin, Eunice Murray, und ihre Publizistin Patricia Newcomb.
- 12:00 Uhr: Newcomb erwacht und hat eine Auseinandersetzung mit Monroe am Pool, da sie selbst wenig geschlafen hat.
- 13:00 Uhr: Monroes Psychiater Ralph Greenson kommt in der 12305 Fifth Helena Drive an und nimmt eine Therapie mit ihr vor.
- 14:00 Uhr: Joe DiMaggio Jr. (Sohn ihres zweiten Ehemannes Joe DiMaggio) ruft in Monroes Haus an. Der Anruf wird von Haushälterin Murray angenommen, die ihn zurückweist.
- 15:00 Uhr: Newcomb verlässt auf Anweisung von Doktor Greenson mit ihm zusammen das Haus der Schauspielerin.
- 16:00 Uhr: William Asher zufolge war Monroe mit ihm am Strand und verließ ihn zu diesem Zeitpunkt wieder.
- 16:30 Uhr: Greenson kehrt zu Monroes Heimstätte zurück und nimmt eine weitere Therapie bei ihr vor.
- 17:45 Uhr: Monroes Masseur Ralph Roberts ruft in ihrem Haus an. Greenson beantwortet den Anruf kurz und sagt die Schauspielerin sei „nicht hier“.
- 19:00 Uhr: Greenson verlässt Monroes Heimstätte und fordert die Haushälterin Murray auf, die Nacht bei Monroe zu verbringen.
- 19:15 Uhr: Monroe telefoniert für zehn Minuten mit Joe Di Maggio Jr. und ruft danach Greenson an, um ihm von dem Anruf zu erzählen. Sie scheint „recht angenehm und fröhlicher“.
- 19:30 Uhr: Monroe telefoniert mit Peter Lawford und sagt zu ihm: „Verabschiede mich bei Pat, verabschiede mich beim Präsidenten und verabschiede mich bei dir selbst, weil du ein netter Kerl bist.“ Kurz darauf versichert Murray Monroes Anwalt, dass sie in Ordnung sei.

### 5. August
- 3:25 Uhr: Die Haushälterin Eunice Murray erwacht und erhält keine Antwort von Monroe, obwohl in ihrem Zimmer Licht brennt. Sie ruft Doktor Greenson, mit dem sie zusammen das Fenster zu Monroes Schlafzimmer einschlägt. Danach rufen sie ihren Hausarzt Hyman Engelberg.
- 3:50 Uhr: Engelberg erklärt sie für offiziell tot.
- 4:25 Uhr: Das Los Angeles Police Department erhält einen Anruf von Doktor Greenson, der sie über Monroes Tod informiert.
- 4:35 Uhr: Der Polizeibeamte Jack Clemmons erreicht die 12305 Fifth Helena Drive und wird von Greenson und Engelberg in das Schlafzimmer geführt. Clemmons zufolge wäscht die Haushälterin Murray zu dieser Zeit die Bettlaken. Als er sie befragt, sagt Murray sie habe Monroe bereits um Mitternacht entdeckt. Auf Nachfrage, weshalb sie die Polizei erst Stunden später informierten, erklärt Greenson, dass zunächst die Werbeabteilung des Studios die Erlaubnis erteilen musste. Später gibt Murray an, das Licht unter Monroes Zimmer erst um 3:25 Uhr gesehen zu haben.
- 5:30 Uhr: Monroes Leichnam wird in ein Transportfahrzeug geladen und zum Westwood Village Mortuary gebracht. Newcomb ist zu Monroes Haus zurückgekehrt und ruft den Fotografen „Schießt weiter, Geier“ entgegen.
- 8:00 Uhr: Monroes Leichnam trifft zur Autopsie ein.
- 10:30 Uhr: Der Gerichtsmediziner Thomas Noguchi absolviert die Obduktion.

## Nachwirkungen

### Reaktionen

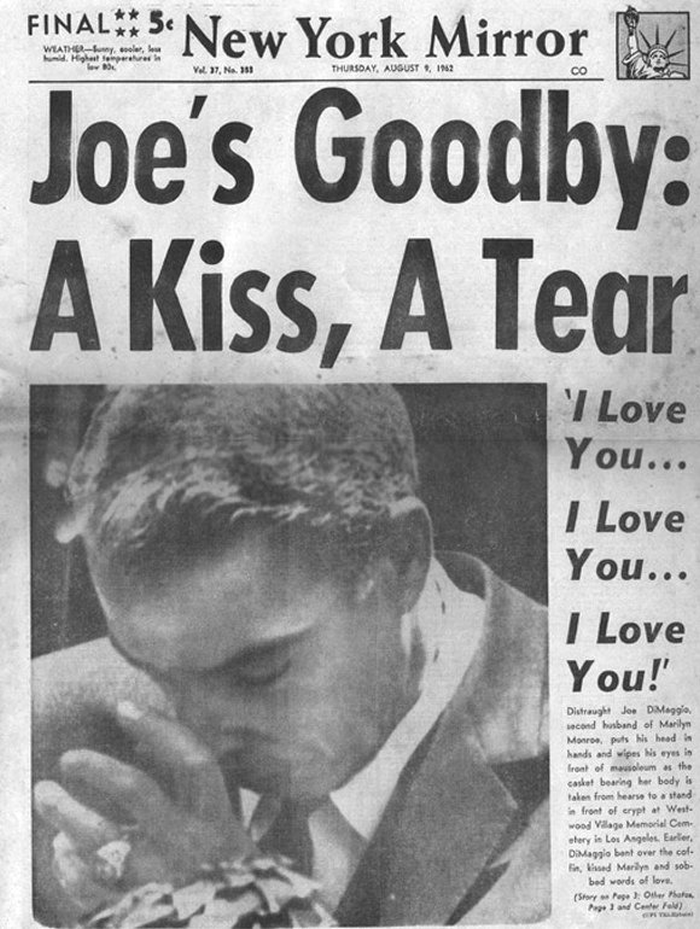
Monroes zweiter Ehemann Joe DiMaggio bei ihrer Bestattung in der New York Mirror

Weltweit sorgte Monroes Tod für Aufsehen. In den frühen Morgenstunden sammelte sich die Presse vor Monroes Haus. Als ihre Publizistin Patricia Newcomb erneut eintraf, rief sie den Fotografen „Schießt weiter, Geier“ entgegen. Gegenüber der Los Angeles Times sagte sie später: „Dies muss ein Unfall gewesen sein. Marilyn war in perfektem physischem Zustand und fühlte sich großartig. Wir hatten Pläne für heute. Wir wollten am Nachmittag ins Kino gehen.“ Monroes Rechtsanwalt sagte: „Sie schien glücklich zu sein. Sie wollte mich am Montag in meinem Büro sehen.“ Susan Strasberg, eine Vertraute Monroes, erklärte: „Sie war eine äußerst talentierte Frau, die gerade anfing, die Dinge zu tun, die sie tun wollte. Sie wollte im Theater arbeiten und – ich kann nicht mehr sprechen.“ Ihre Eltern, Lee und Paula Strasberg, sagten: „Wir hoffen, dass ihr Tod Sympathie und Verständnis für eine sensible Künstlerin und Frau weckt, die der Welt Freude und Vergnügen bereitet hat.“ Der Regisseur Joshua Logan sagte über Monroe: „Sie war eine der am meisten unterschätzten Menschen der Welt.“ Der französische Schriftsteller Jean Cocteau sagte: „Marilyn Monroes tragischer Tod sollte all jenen eine schreckliche Lehre sein, deren Hauptbeschäftigung darin besteht, Filmstars auszuspionieren und zu quälen. Einige dieser Reporter haben sie sogar von Hubschraubern ausspioniert, die über ihrem Haus schwebten. Das ist skandalös.“

### Obduktion und Bestattung

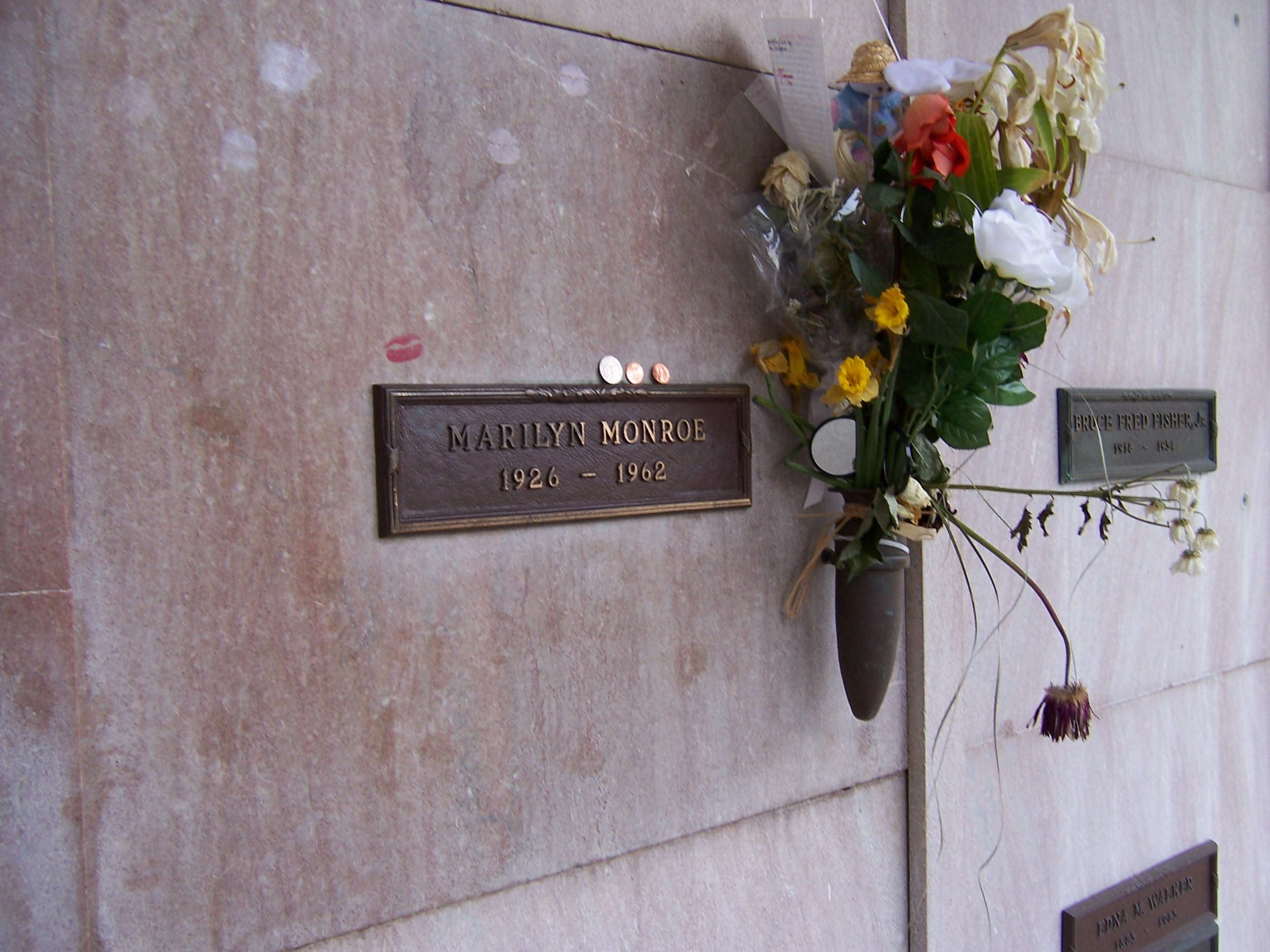
Monroes Sargwandnische auf dem Westwood Village Memorial Park Cemetery in Los Angeles

Die Obduktion führte der Pathologe Thomas Noguchi durch. Aus der Totenstarre entnahm er, dass Monroe bereits am Abend des 4. August zwischen 20:30 Uhr und 22:30 Uhr gestorben war. Er fand keine Wunden an ihr und erklärte in seinem Obduktionsbericht, dass die Tote eine dem Alter entsprechend gesunde Frau war. Des Weiteren schrieb er darin, dass die Todesursache eine Überdosis des Barbiturats Nembutal in Verbindung mit dem Schlafmittel Chloralhydrat und dem Antihistaminikum Promethazin war. Eine versehentliche Überdosierung schloss er aus, da die festgestellte Menge an Nembutal dafür zu hoch war. Aus diesem Grund steht in Monroes Sterbeurkunde vom 28. August „wahrscheinlich Suizid“. Weitere Untersuchungen konnte Noguchi nicht durchführen, da die Organproben vernichtet worden waren: „Ich wollte zusätzliche Tests […] machen lassen. Ich hatte keine Kontrolle über diesen Aspekt.“ Aufgrund Monroes psychiatrischer Umstände ging der für die Staatsanwaltschaft in Los Angeles zuständige Gerichtsmediziner Theodore Curphey in einer Pressekonferenz vom 17. August davon aus, dass die Schauspielerin einen schon länger geplanten Suizid spontan verübt hatte und sie durch ihren langfristigen Umgang mit solchen hoch potenten Arzneimitteln über deren giftige, tödliche Wirkung gewusst haben muss.
Monroe wurde am 8. August in einem Bronzesarg als erste prominente Persönlichkeit im Corridor of Memories auf der nordöstlichen Seite des Westwood Village Memorial Park Cemetery in Los Angeles beigesetzt. Zuvor waren dort ihre Stiefmütter Ana Lower und Grace Goddard beigesetzt worden. Die Bestattung organisierten ihr Ex-Mann Joe DiMaggio, ihre Halbschwester Berniece Baker Miracle, und ihre Finanzberaterin Inez Melson. Sie wählten für Monroes Beerdigung das grüne Pucci-Kleid, das sie zuvor in Mexiko getragen hatte, und entschieden, dass die Trauerfeier nur im engsten Familien- und Freundeskreis stattfinden sollte. Die Gästeliste umfasste ungefähr 30 Personen und schloss den Großteil von Hollywood aus. Die von Carl Sandburg verfasste Trauerrede hielt Lee Strasberg. Davor wurde eine Aufnahme von Tschaikowskis 6. Sinfonie abgespielt. Die Predigt und die Gebete sprach der für die Sektion Westwood zuständige Reverend Doktor Adolph John Soldan. Der Trauergottesdienst wurde mit dem Lied Over the Rainbow auf der Kirchenorgel beendet. Joe DiMaggio ließ für die nächsten 20 Jahre wöchentlich Rosen an Monroes Sargwandnische, die Nummer 24, liefern. Der Playboy-Gründer Hugh Hefner kaufte 1992 die daneben liegende Krypta für 75.000 $ und wurde dort 2017 bestattet. Gegenüber dem „Stern“ hatte er zuvor erklärt: „Marilyn wird mein letztes Date sein – und ich hoffe sehr, dass aus uns was wird.“

## Nachlass

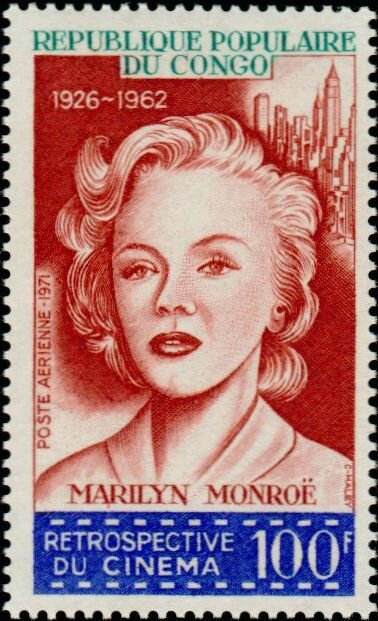
Monroe auf einer Briefmarke der Republik Kongo aus dem Jahr 1971

Monroes Vermögen umfasste zum Zeitpunkt ihres Todes rund 500.000 Dollar. Ihr Testament änderte sie zuletzt am 14. Januar 1961 und legte darin fest, dass ihre Halbschwester 10.000 $ erhalten sollte und ihre Mutter, Gladys Pearl Baker, 100.000 $, von denen ihr jährlich 5.000 $ ausgezahlt werden sollten. Des Weiteren hinterließ Monroe mehrere Tausend Dollar ihrer Sekretärin May Reis und einen Anteil für die Bildung der Tochter von Norman Rosten, einem Freund von ihr.
Monroe vermachte ihren persönlichen Besitz ihrem Mentor Lee Strasberg. Als dieser 1982 verstarb, erbte seine dritte Ehefrau Anna Strasberg das Eigentum und die Lizenzrechte der Schauspielerin. Um den vollständigen Nachlass zu erlangen, verklagte sie 1990 das Anne Freud Centre, welches einen Anteil von Monroes Nachlass nach dem Tod ihrer Psychoanalytikerin Marianne Kris geerbt hatte. Strasberg verlor den Gerichtsprozess und verkaufte 1999 einige von Monroes Privatobjekten durch das britische Auktionshaus Christie’s, darunter das Kleid, welches sie zu ihrem Geburtstagsständchen Happy Birthday, Mr. President getragen hatte und ein Klavier, welches aus Monroes Kindheit stammte und von Mariah Carey gekauft wurde. Insgesamt verzeichnete die Auktion einen Umsatz von 13,4 Millionen Dollar.
2000 gründete Strasberg die Marilyn Monroe LLC, nachdem sie im Vorjahr die Agentur CMG Worldwide zur Verwaltung des Copyrights engagiert hatte; darunter fielen Monroes Aussehen, ihr Name, ihre Signatur und ihre Stimme. Das Copyright für Fotos, Lieder und Filme gehörte nicht dazu. Die Agentur vermarktete Monroe in der Werbung und in der Modebranche oder für allgemeine Produkte. In Bezug auf Pressefreiheit und Bildende Kunst hatten diese Rechte jedoch keine juristische Bedeutung.
Monroes Finanzberaterin Inez Melson war nach ihrem Tod zur Verwalterin ihres Nachlasses ernannt worden. Melson blieb im Besitz einiger Privatobjekte Monroes, die später ihre Schwägerin erbte. Diese übergab die Objekte ihrem Sohn, Millington Conroy. Conroy war bereits 1994 von Anna Strasberg für den illegalen Besitz dieser Privateigentümer verklagt und vom Gericht dazu angeordnet worden, jegliche Eigentümer Monroes zu übergeben. Am 25. Oktober 2007 erhob Strasberg erneut Anklage gegen Conroy, da er nicht alle Gegenstände übergeben hatte.
Die Marilyn Monroe LLC generierte jährliche Umsätze von drei bis fünf Millionen Dollar. Die Firma wurde mehrfach verklagt, darunter von den Nachfahren der Fotografen Tom Kelley, Milton Greene und Sam Shaw. Streitpunkt der Klage war, ob Monroe zum Zeitpunkt ihres Todes Kalifornierin oder New Yorkerin war, da sie in letzterem Fall ihre Vermarktungsrechte nicht mit ihrem Nachlass hätte vererben können. Dies wurde von Gerichten in New York und Kalifornien bestätigt, so dass die Lizenzrechte 2011 von CMG Worldwide an die Authentic Brands Group verkauft wurden und Anna Strasberg als Minderheitspartnerin beteiligt blieb. 2020 erwirtschaftete Marilyn Monroe einen Umsatz von ungefähr 8 Millionen Dollar und war somit auf Platz 13 der Forbes-Liste der bestverdienendsten toten Prominenten des Jahres. Das Kleid, welches sie 1962 zur Geburtstagsgala des US-Präsidenten trug, wurde 2016 für 4.8 Millionen $ in Los Angeles versteigert und ist damit das teuerste Kleid, das jemals verkauft wurde. Dahinter liegt das weiße Kleid, welches Monroe im Film Das verflixte 7. Jahr trug und für den Monroe-Effekt bekannt ist. Es war im Jahr 2011 für die damalige Rekordsumme von 4.6 Millionen $ in Beverly Hills versteigert worden.
Das 1964 entstandene Gemälde Shot Sage Blue Marilyn des Künstlers Andy Warhol wurde im Mai 2022 für 195 Millionen $ verkauft. Das Porträt zeigt Monroe vor türkis-blauem Hintergrund mit gelben Haaren, roten Lippen und türkisem Lidschatten und ist das teuerste Kunstwerk, das im 20. Jahrhundert jemals verkauft wurde. Insgesamt wurde nur das Gemälde Salvator mundi von Leonardo da Vinci mit 450.3 Millionen $ für noch mehr versteigert.

## Mutmaßungen zur Todesursache
Für Monroes Todesursache gibt es viele Mutmaßungen. Gegen die Suizid-Theorie sprechen vor allem die Tatsachen, dass sie unter Vertrag mit der Produktionsfirma Fox war und am folgenden Montag ein Arbeitstermin bevorstand, dass sowohl Life als auch Paris Match sie auf dem Titel zeigten, dass sie angeblich ihren zweiten Ehemann Joe DiMaggio wieder heiraten wollte, dass die letzten Filme Kassenerfolge waren und sie selbst noch einen Tag vor ihrem Tod von der glücklichsten Zeit ihres Lebens schrieb. Ihre Schwester erklärte in einem Interview aus dem Jahr 1994:

"I don't think she committed suicide. It could have been an accident, because I had just talked to her a short time before. She told me what she had planned to do, she had just bought a new house and she was working on the curtains of the windows. She had so many things to look forward to and she was so happy."

„Ich glaube nicht, dass sie Suizid begangen hat. Es könnte ein Unfall gewesen sein, weil ich eine kurze Zeit davor noch mit ihr gesprochen hatte. Sie sagte mir, was sie plante zu machen, dass sie ein neues Haus gekauft hatte und an den Gardinen der Fenster arbeitete. Sie hatte so viele Dinge, auf die sie sich freuen konnte und war so glücklich.“

Der Psychoanalytiker Greenson wusste um wiederholte Suizidversuche. Durch eine Überdosis Schlaftabletten bedingt sei der tödliche Erfolg irrtümlich gewesen. Eine solche Deutung vernahm Karlheinz Böhm, von dem Todesfall erfahrend, im Telefonat mit Greensons Ehefrau, Hildegard Greenson.

### Die Augenzeugen
Als erster Polizeibeamter erschien Jack Clemmons an Monroes Heimstätte, der Murray, Greenson und Engelberg befragte. Aus seinen Beobachtungen heraus erzeugte Clemmons diverse Vorwürfe gegen Greenson und erzählte, dass dieser darauf beharrte, Monroe habe sich mit den Pillen umgebracht, deren leere Behälter neben ihrem Bett platziert waren. In Interviews merkte Clemmons aber an, dass sowohl im Schlafzimmer als auch im Badezimmer kein Glas zur Flüssigkeitsaufnahme vorzufinden war. Clemmons zufolge war Murray während der Befragung mit dem Waschen von Bettlaken beschäftigt. Zuletzt stellte er fest, dass die Glasscherben des Fensters, welches Greenson aufgebrochen hatte, um sich Eintritt in Monroes Schlafzimmer zu verschaffen, nicht nach innen gefallen waren und stattdessen außerhalb des Hauses lagen. Der Pathologe Thomas Noguchi sagte 58 Jahre nach seiner Obduktion Monroes: „Es gibt immer noch viele Menschen, die daran interessiert sind, ihren Körper zu exhumieren. Ich denke, wir sollten den Fall wieder öffnen.“

### Die Kennedys
Die am weitesten verbreitete Verschwörungstheorie zu Monroes Tod besagt, Präsident John F. Kennedy habe sie durch die CIA ermorden lassen, da ihre Affäre eine Gefahr für sein Amt gewesen sei. Das Barbiturat Nembutal könnte über einen Einlauf verabreicht worden sein. Das Chloralhydrat müsste in diesem Falle oral mit einem Drink aufgenommen worden sein, den sie mit einem um 22 Uhr eintreffenden unbekannten Besucher genommen hatte. Dieser Drink könnte als Betäubungsmittel gedient haben. Die These, die Kennedys hätten Monroes Tod zu verantworten, wurde erstmals 1986 in einer BBC-Dokumentation aufgestellt. Für diese Theorie gibt es jedoch keinerlei dokumentierte, gesicherte Belege. Tatsächlich sind einige Beweisstücke verloren gegangen, darunter wird ein berüchtigtes rotes Tagebuch genannt, das nach Aussagen von Monroes Umfeld existierte und Details über ihre Affäre zu den Kennedys enthielt.
Eine Affäre zwischen Justizminister Robert F. Kennedy und Monroe wurde für lange Zeit nahezu ausgeschlossen. Monroe äußerte sich in Interviews nie über eine Affäre. Sicher ist aber, dass der Bruder des US-Präsidenten zusammen mit seinem Schwager Peter Lawford die Schauspielerin in der Nacht ihres Todes und am Tag davor unter ungeklärten Umständen aufgesucht hatte. Darauf aufgebaut wird in der ZDF-Fernsehdokumentation Mordfall Marilyn? von 2015, die nahelegt, Monroe sei durch eine Injektion ihres Psychiaters Greenson gestorben, um ihre Affäre geheim zu halten.
Nach einer anderen Version soll die Mafia für Monroes Tod verantwortlich sein. Sie habe den Star ermordet und Spuren in Richtung der Kennedybrüder gelegt, um deren Vorgehen gegen das organisierte Verbrechen zu blockieren. Versuche von Ermittlungsbeamten, den Fall neu aufzurollen, wurden 1981, 1985 und 1992 von Gerichten mit der Begründung unterbunden, es gebe keine ernsthaften Zweifel an einem Suizid.

### Die Biografen

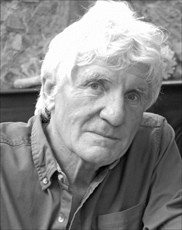
Der Streaming-Dienst Netflix verfilmte 2022 die Mutmaßungen des Schriftstellers Anthony Summers zur Todesursache, basierend auf seinen Tonbandaufnahmen von Gesprächen mit Monroes Umfeld.

Anthony Scaduto veröffentlichte 1976, unter dem Namen Tony Sciacca, Who Killed Marilyn Monroe? Darin knüpfte er an die Aussagen des Regisseurs Robert Slatzer an, der für Monroes Tod Robert Kennedy verantwortlich machte. Zusätzlich behauptete Scaduto, dessen Quellen neben Slatzer auf einem Privatdetektiv basierten, dass Monroes Haus vom Gewerkschaftsführer Jimmy Hoffa durch den Überwachungsexperten Bernard Spindel abgehört wurde, um verheerende Details über die Kennedys zu erhalten. Scadutos Privatdetektiv, Milo Speriglio, veröffentlichte 1982 Marilyn Monroe: Murder Cover-Up, worin er erklärte, dass Monroe von Hoffa und Sam Giancana umgebracht wurde.
Anthony Summers veröffentlichte 1985 das Buch Goddess: The Secret Lives of Marilyn Monroe. Die Biografie basierte auf 650 Interviews, die Summers im Vorfeld durchgeführt hatte, darunter mit John Huston, Billy Wilder, Milton Greene, Natalie Trundy, Hildegard Greenson, Patricia Newcomb und Peter Lawford. Im Buch zog er den Schluss, dass Monroe ihre Affäre mit Robert Kennedy drohte zu offenbaren, weshalb Kennedy ihre Drogenabhängigkeit auslöste. Diese soll zu einer versehentlichen Überdosierung geführt haben, an der Monroe in einem bereits früher gerufenen Krankenwagen verstarb. Um Kennedy zu schützen, wurde ihr Leichnam zurück an den 12305 Fifth Helena Drive gebracht und ein Suizid inszeniert. Diverse Augenzeugen untermauern diese Version der Geschichte. Die Netflix-Dokumentation Mysterium Marilyn Monroe: Die ungehörten Bänder aus dem Jahr 2022 basierte auf den Tonbandaufnahmen Summers, der im Film als Erzähler auftrat.
Von Donald Spoto stammt die Mutmaßung, Monroes Tod sei die Folge eines groben ärztlichen Behandlungsfehlers gewesen. Demnach habe Greenson ihr einen Klistier mit Chloralhydrat gegen Schlafstörungen verabreicht. Zu diesem Zeitpunkt soll Monroe aber bereits ein Barbiturat nach einem Rezept ihres Hausarztes eingenommen haben. Engelberg sei ursprünglich von Greenson beauftragt worden, Monroes Medikation zu übernehmen. Am Abend des 4. Augusts 1962 habe Greenson dann – ohne vorher Rücksprache mit Engelberg zu halten – das Klistier mit Chloralhydrat verabreicht, das mit dem zuvor eingenommenen Barbiturat infolge einer Überdosis Monroes Tod verursacht habe.

## Dokumentationen
- Marilyn Monroe: Die letzten Tage, Großbritannien 1996, BBC
- Mythos auf dem Prüfstand: Marilyn Monroe, Großbritannien 2015, ZDF
- Mysterium Marilyn Monroe: Die ungehörten Bänder, USA 2022, Netflix
- Tod einer Ikone – Marilyn Monroe, Deutschland 2022, Arte